# Wilhelm Ostermeyer
Wilhelm Ostermeyer (* 19. August 1918 in Cantrup; † 1996) war ein deutscher Maler, Grafiker und Kunsterzieher.

## Leben  und Werk
Wilhelm Ostermeyer wuchs in Hameln auf, wo er auch sein Abitur ablegte. Er begann sein Kunststudium in Berlin an der Staatlichen Hochschule für Kunsterziehung bei Bernhard Hasler. Danach studierte er an der Kunstakademie Düsseldorf bei Werner Heuser, Wilhelm Schmurr und Heinrich Kamps. In Köln besuchte er die Werkkunstschule und studierte an der Universität in Göttingen Geschichte und Philosophie. In den Jahren 1953 bis 1983 war er als Kunsterzieher am  Gymnasium Lüchow tätig. Er war Mitglied im Bund Bildender Künstler Nordwestdeutschlands.
Ostermeyer gestaltete das Buch von Heinrich Spanuth  Spanuth’s Führer durch die Rattenfängerstadt Hameln und Illustrationen in Zeitungen unter dem Pseudonym   Federer . Ausstellungsorte seiner Werke waren u. a. Berlin, Düsseldorf, Köln, Lüneburg, Hameln, Uelzen, Lüchow, Bad Honnef, Bad Bevensen, Hermannsburg und das Kunstforum Göhrde. Seine Werke befinden sich in öffentlichem und privatem Besitz.